# Rooslepa
Koordinaten: 59° 11′ N, 23° 31′ O
Rooslepa (schwedisch Roslep) ist ein Dorf (estnisch küla) in der Landgemeinde Lääne-Nigula (bis 2017: Landgemeinde Noarootsi) im Kreis Lääne in Estland.

## Einwohnerschaft und Lage

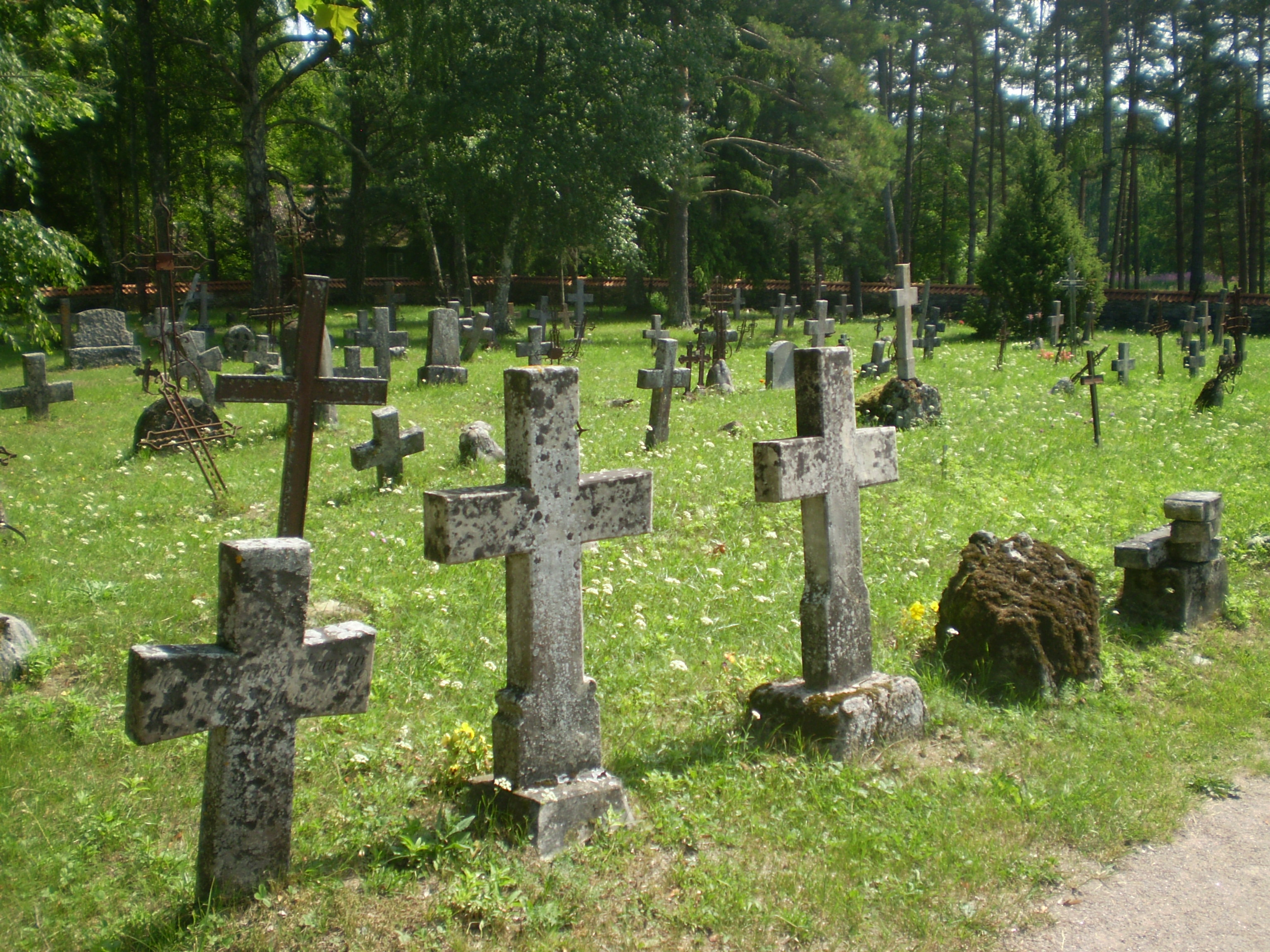
Friedhof

Der Ort hat 25 Einwohner (Stand 31. Dezember 2011). Westlich des Dorfkerns erstreckt sich die Ostseeküste.
Der Ortsname ist offiziell zweisprachig estnisch und schwedisch, da das Dorf bis 1944 zum traditionellen Siedlungsgebiet der Estlandschweden gehörte.

## Kapelle und Friedhof
Rooslepa ist vor allem bekannt für seine estlandschwedische Kapelle aus den 1830er Jahren. Sie verfiel nach dem Zweiten Weltkrieg, wurde 2007 aber mit einem Glockenturm wieder aufgebaut. Auf der Spitze der Wetterfahne ist ein Wal mit geöffneten Maul dargestellt. Am Kapelleneingang befindet sich ein historischer Stein mit einem Autogramm des schwedischen Kronprinzen Gustav Adolf, der 1932 Rooslepa besuchte.
Die Kapelle wurde am Ort eines Gotteshauses aus Holz aus dem 17. Jahrhundert errichtet. Sie wurde 1627 erstmals urkundlich erwähnt. In diese Zeit fällt auch die Gründung des örtlichen Friedhofs. Dort finden sich unter anderem die Grabstellen für die adlige deutschbaltische Familie Taube und die letzte Ruhestätte des estlandschwedischen Dichters Mats Ekman (estlandschwedisch Ätsue Mats; 1865–1934).